# Slobodca, Edineț
Slobodca este un sat din cadrul comunei Ruseni din raionul Edineț, Republica Moldova.

## Demografie
Conform recensământului populației din 2004, satul avea o populație de 78 de persoane: 72 de ruși, 4 ucraineni și 2 moldoveni/români. Majoritatea locuitorilor sunt staroveri.